# Celio Secondo Curione
Celio (ou Cœlio ou Cælio) Secondo (ou Secundo) Curione, en latin Caelius Secundus Curio (né le 1er mai 1503, à Cirié, dans l'actuelle province de Turin, au Piémont et mort le 24 novembre 1569 à Bâle, en Suisse) est un humaniste italien de la Renaissance, auteur de travaux de philologie latine et de théologie.

## Biographie
Protestant et défenseur de la tolérance religieuse, Celio Secondo Curione se réfugia en Suisse.

### Œuvres de lui
Sans prétendre à l'exhaustivité, on citera
- Pasquillus ecstaticus et Marphorius. Bâle, 1544.
  - (dt.) Der verzucket Pasquinus. Auss Welscher sprach inn das Teütsch gebracht. Augsburg 1543(?). en ligne
  - (it.) Pasqvino in Estasi, Nuouo, e molto più pieno, ch'el primo, insieme co'l viaggio de l'Inferno. Rome(?) 1545.
  - (fr.) Les visions de Pasquille. Genève, 1547.
  - (en.) Pasquine in a Traunce. Londres, 1566.
- Pro vera et antiqua Ecclesiae Christi autoritate, Bâle, 1547. en ligne
- Selectarvm Epistolarum Libri duo, Bâle, 1553. en ligne
- De amplitudine beati regni Dei, Bâle, (Poschiavo?) 1554.
- Schola, sive de perfecto Grammatico. Bâle, 1555.
- De bello Melitensi Historia nova. Bâle, 1567.
  - (dt.) Neuwe unnd warhafftige Historien, von dem erschröcklichen Krieg so der Türckisch Keyser Solyman wider die Ritter von Jerusalem, in der Inseln Malta kürtzlich gefüret hat. Bâle, 1567.
  - (it.) Nuova Storia della guerra in Malta. Rome, 1927.
  - (en.) A new history of the war in Malta. Rome, 1928.
- De Historia legenda sententia ad Basilium Amerbachium. Bâle, 1576.

### Études sur lui
- M. Kutter, Celio Secundo Curione. Sein Leben und sein Werk (1503-1569), Bâle-Stuttgart, 1955.